# Beit Imrin
Beit Imrin (àrab: بيت امرين, Bayt Imrīn) és un vila palestina de la governació de Nablus, a Cisjordània, al nord de la vall del Jordà, 18 kilòmetres al nord-oest de Nablus. Segons l'Oficina Central Palestina d'Estadístiques tenia 2.821 habitants en 2007.
Beit Imrin és un poble agrícola que produeix llegums blanques, grans, verdures, olives, raïm, ametlles i figues. Hi ha una escola primària de nies i una escola secundària de nois. També hi ha un centre de salut pública, serveis telefònics i postals.

## Història
S'hi ha trobat ceràmica d'èpoques romana d'Orient i islàmica. Segons el Consell de la Vila de Beit Imrin, la vila fou fundada per àrabs procedents de la propera Burqa i la tribu Bani Hassan de Transjordània, els membres de la qual també poblaren Qarawat Bani Hassan. La ciutat de Sebastia es troba al sud-oest, les viles d'Ijnisinya i Nisf Jubeil al sud, Burqa al nord-oest i Yasid a l'est.

### Època otomana
En 1517 Beit Imrin va ser incorporada a l'Imperi Otomà amb la resta de Palestina. En 1596 va aparèixer als registres d'impostos otomans com una vila de la nàhiya o subdistricte de Jabal Sami al sanjak de Nablus. Tenia una població de 19 llars i dos solters, tots musulmans, i pagaven impostos sobre el blat, l'ordi, els cultius d'estiu, oliveres, ingressos ocasionals, cabres i ruscs, i una premsa per raïms o olives; un total de 13.200 akçe. En 1667 hi havia una comunitat ortodoxa grega a la vila.
En 1838 l'erudit bíblic estatunidenc Edward Robinson va assenyalar que lavila era en la carretera cap a Jenin, Després assenyalà que a la vila hi havia una barreja de cristians ortodoxos grecs i musulmans. Aleshores a la vila hi havia 50 cristians i un sacerdot.
En 1870 Victor Guérin estimava que Beit Imrin tenia 700 habitants. En 1882 el Survey of Western Palestine (SWP) del Fons per a l'Exploració de Palestina la descrivia com «una vila de grandària moderada en una vall als peus de la cadena Sheikh Beiyzid. És construïda de pedra i hi ha un corrent al sud, amb oliveres d'est a oest. Alguns dels habitants són ortodoxos grecs.»

### Període del Mandat Britànic
En el cens de Palestina de 1922 organitzat per les autoritats del Mandat Britànic, Beit Imrin tenia 527 habitants; 512 musulmans i 15 cristians, where the Christians were all Orthodox. La població es va incrementar en el cens de 1931 a 620, d'ells 13 cristians i 607 musulmans, en un total de 157 cases
En 1945, la població era de 860, tots musulmans, amb 12,094 dúnams de terra, segons un cens oficial de terra i població. D'aquests, 1,442 dúnams eren per plantacions i terra de rec, 6,819 per a cereals, i 53 dúnams eren sòl edificat.

### Època moderna
Després de la de la Guerra araboisraeliana de 1948, i després dels acords d'Armistici de 1949, Beit Imrin va restar en mans de Jordània. Després de la Guerra dels Sis Dies el 1967, ha estat sota ocupació israeliana. El mateix any havia registrat una població de 1.100 habitants. En 1966 es va establir un consell de vila per administrar Beit Imrin, i el primer alcalde elegit fou Ayad Youssef Abdel-Rahman Ahsan. El consell consta de 9 membres inclòs l'alcalde, que actualment és Basheer Samarah.